# Barleria subglobosa
Barleria subglobosa är en akantusväxtart som beskrevs av Spencer Le Marchant Moore. Barleria subglobosa ingår i släktet Barleria och familjen akantusväxter. Inga underarter finns listade i Catalogue of Life.